# Milan Weißbach
Milan Weißbach (* 11. Juni 1989 in Hamburg) ist ein deutscher Handballspieler.
Im Jahr 2006 wurde der damals in Magdeburg lebende Milan Weißbach Schülerweltmeister. Er spielte von 2006 bis 2009 für den SC Magdeburg II. Von 2009 bis 2014 spielte der 1,90 Meter große Weißbach als Kreisläufer für Eintracht Hildesheim. Später spielte er 2014 bis 2015 für den TV Großwallstadt, 2015 bis 2017 für den VfL Eintracht Hagen und dann für den Oberligisten HSG Augustdorf/Hövelhof. 2018 wechselte er für eine Saison zum Drittligisten SG Menden Sauerland Wölfe. Seit 2019 spielt Weißbach für den MTV Eyendorf.
2006 durfte Weißbach sich in Anerkennung seines sportlichen Erfolgs als Schülerweltmeister in das Goldene Buch der Stadt Magdeburg eintragen.